# Lisi Harrison
Œuvres principales
- Série La Clique
- Série Monster High

Elyse E. "Lisi" Harrison, née Elyse E. Gottlieb le 29 juillet 1970 à Toronto en Ontario, est une auteure canadienne de littérature pour jeunes adultes.

## Biographie
Lisi Harrison est née à Toronto au Canada de Shaila et Ken Gottlieb. Jusqu’à la neuvième classe, elle a été dans une école hébraïque local, ensuite elle est entrée au Forest Hill Collegiate, une grande école publique. À l’âge de 18 ans, elle déménage à Montréal pour devenir un grand cinéaste à l’Université McGill.
Après deux ans à McGill, elle part avec l’intention de devenir écrivain au lieu de réalisateur.
Elle entre à l’Emerson Collège, à Boston, où elle obtient, finalement, un diplôme en création littéraire. Peu de temps après avoir obtenu son diplôme, Harrison obtient un emploi sur un jeu télévisé sur la chaine MTV appelé Lip Service. Pendant douze ans, elle travaille à MTV et fait son chemin à la tête du « service Écriture » et puis directrice principale du développement. Tout en travaillant à MTV, elle a écrit les deux premiers livres de sa série Clique : The Clique et Best Friends for Never.
En juin 2004, elle quitte son emploi dans l’intention d’écrire à plein temps. En janvier 2017, Lisi quitte la ville de New York et déménage à Laguna Beach en Californie, où elle réside toujours.

## Œuvres

### SérieLa Clique - La Bande des garces
1. Les Filles, Pocket jeunesse, 2005 ((en) The Clique, 2004)
2. Amies à jamais, Pocket jeunesse, 2005 ((en) Best Friends for Never, 2004)
3. La Revanche des pestes, Pocket jeunesse, 2006 ((en) Revenge of the Wannabes, 2005)
4. Les allumeuses contre-attaquent, Pocket jeunesse, 2006 ((en) The Invasion of the Boy Snatchers, 2005)
5. Commando premier baiser, Pocket jeunesse, 2007 ((en) The Pretty Committee Strikes Back, 2006)
6. Tapez L pour Looser, Pocket jeunesse, 2008 ((en) Dial L for Loser, 2006)
7. Pestes à plein temps, Pocket jeunesse, 2008 ((en) It's Not Easy Being Mean, 2007)
8. Rumeurs, mensonges et jalousies, Pocket jeunesse, 2008 ((en) Sealed with a Diss, 2007)
9. (en) Bratfest at Tiffany's, 2008
10. (en) P.S. I Loathe You, 2009
11. (en) Boys 'r' Us, 2009
12. (en) These Boots Are Made for Stalking, 2010
13. (en) My Little Phony, 2010
14. (en) A Tale of Two Pretties, 2011

- (en) Charmed and Dangerous : The Clique Prequel, 2000
- (en) Cliquetionary : The Wit and Wisdom of The Clique, 2009

### SérieLa Clique - Collection estivale
1. Massie, Ada, 2010 ((en) Massie, 2008)
2. Dylan, AdA, 2010 ((en) Dylan, 2008)
3. Alicia, AdA, 2010 ((en) Alicia, 2008)
4. Kristen, AdA, 2010 ((en) Kristen, 2008)
5. Claire, AdA, 2010 ((en) Claire, 2008)

### SérieAlphas
1. (en) Alphas, 2009
2. (en) Movers and Fakers, 2010
3. (en) Belle of the Brawl, 2010
4. (en) Top of the Feud Chain, 2011

### SérieMonster High
1. Monster High, Castelmore, 2011 ((en) Monster High, 2010)
2. Radicalement vôtre, Castelmore, 2011 ((en) The Ghoul Next Door, 2011)
3. Quand on parle du loup..., Castelmore, 2011 ((en) Where There's A Wolf, 2011)
4. De vampire en pire, Castelmore, 2012 ((en) Back and Deader than Ever, 2012)

### Romans indépendants
- (en) The Pack, 2021